# Fenícia romana
Fenícia (em latim: Phoenice foi um nome utilizado por diversas províncias do Império Romano ao longo de sua história e que tem em comum a localização na região histórica da Fenícia. A Síria Fenícia foi criada no final do século II a partir dos territórios da província da Síria (daí o seu nome). Depois de c. 400, ela foi dividida novamente entre as províncias da Fenícia Parália ("Fenícia costeira") e a Fenícia Libanense, uma organização administrativa que perdurou até a conquista muçulmana do Levante pelo Califado Ortodoxo no século VII.

## Síria Fenícia
A Fenícia foi conquistada pela República Romana em 64 a.C., quando Pompeu criou a província da Síria. Com exceção de um breve período entre 36 e 30 a.C., quando Marco Antônio presenteou a região ao Egito ptolemaico, a Fenícia permaneceu como parte da Síria. Acredita-se que o imperador romano Adriano (r. 117–138) tenha considerado a divisão da província em 123-124, mas não foi até pouco depois de c. 194 que Sétimo Severo (r. 193–211) de fato a dividiu, separando-a em Cele-Síria no norte e Síria Fenícia (ou apenas Fenícia) no sul. Tiro tornou-se a capital da nova província, mas Heliogábalo (r. 218–222) elevou sua cidade-natal, Emesa, ao status de co-capital e as duas disputaram a posição de mais importante da província até a nova divisão no século IV.

## Governadores
- Lista de governadores da Síria romana

### Diocleciano
Diocleciano (r. 284–305) separou o distrito de Bataneia e fundiu-a na Arábia, ao passo que, em algum momento antes de 328, quando aparece uma menção no Latérculo Veronense, Constantino (r. 306–337) criou uma nova província chamada Augusta Libanense a partir do território da antiga Síria, abrangendo a região do monte Líbano. Esta província teve vida curta, mas serviu de base para uma nova redivisão da Fenícia por volta de 400, em Fenícia I (Phoenice Paralia; Φοινίκη Παραλία - "Fenícia costeira") e Fenícia II (Phoenice Libanensis; Φοινίκη Λιβανησία), com Tiro e Emesa como capitais respectivamente. Na Notitia Dignitatum, escrita pouco depois da divisão, a Fenícia I aparece governada por um consular (consularis) enquanto a Libanense tinha apenas um presidente (praeses), ambos subordinados à Diocese do Oriente da Prefeitura pretoriana do Oriente.
Esta divisão permaneceu intacta até a conquista muçulmana do Levante na década de 630. Sob o comando do Califado Ortodoxo, a maior parte da região foi administrada pela província de Damasco, com partes no sul e no norte sob a jurisdição das províncias do Jordão (Junde de Urdune) e Emesa (Junde de Hims) respectivamente.

## Administração eclesiástica
A administração eclesiástica andava em paralelo com a política, mas com algumas diferenças. O bispo de Tiro emergiu como o principal prelado na região no século III e, quando a província foi dividida em 400, Damasco, e não Emesa, tornou-se a sé metropolitana da Fenícia II. Ambas pertenciam ao Patriarcado de Antioquia, com Damasco inicialmente em posição superior a Tiro, cuja posição também foi, por um breve período, contestada pela sé episcopal de Berito (moderna Beirute) por volta de 450; depois de 480-481, porém, o metropolita de Tiro se estabeleceu como o primeiro (protótrono) de todos os metropolitas subordinados a Antioquia.